# Silene erubescens
Silene erubescens là loài thực vật có hoa thuộc họ Cẩm chướng. Loài này được Czerep. miêu tả khoa học đầu tiên.